# 阿列克谢·莫兹格沃伊
阿列克谢·鲍里索维奇·莫兹格沃伊（羅馬化：Aleksey Borisovich Mozgovoy；1975年4月3日—2015年5月23日），卢甘斯克人民共和国武装力量“幽灵旅”指挥官。曾担任“人民法院”的法官。2015年5月23日遭到伏击身亡，死因扑朔迷离。